# 总督宫 (莫奈)
《总督宫》（法语：Le Palais Ducal；意大利语：Palazzo Ducale；英语：The Doge's Palace）是法国印象派画家克洛德·莫奈的系列画作，描绘威尼斯总督宫 ，绘于1908年到访威尼斯期间。作品用斑驳的笔触，画出粉红色、黄色和蓝色的明亮色调，沐浴在温暖的光线中。  

## 背景
1908年10月至12月，莫奈在威尼斯逗留了三个月，在此期间，他从多个角度对威尼斯总督宫进行描绘。《总督宫》通常指的是主要描绘宫殿本身的三幅类似的绘画作品，是从停泊在泻湖的一艘船上绘制：编号为W1742、W1743和W1744。他返回法国家中，数年后，完成了这些关于威尼斯的绘画作品。1912年5月，这批作品在巴黎展出，由私人收购收藏。其中第二个版本（W1743，32英寸 × 39英寸（810 mm × 990 mm））1920年在纽约拍卖，现藏于布鲁克林博物馆。2018年11月，第一个版本 (W1742，73 cm × 92 cm（29英寸 × 36英寸）)在纽约克里斯蒂拍卖行拍卖。第三个版本 (W1744，81 cm × 93 cm（32英寸 × 37英寸）)原为英国戈里茨家族私人收藏，于2019年2月在苏富比拍卖行出售，售价2750万英镑，创莫奈威尼斯系列的记录。

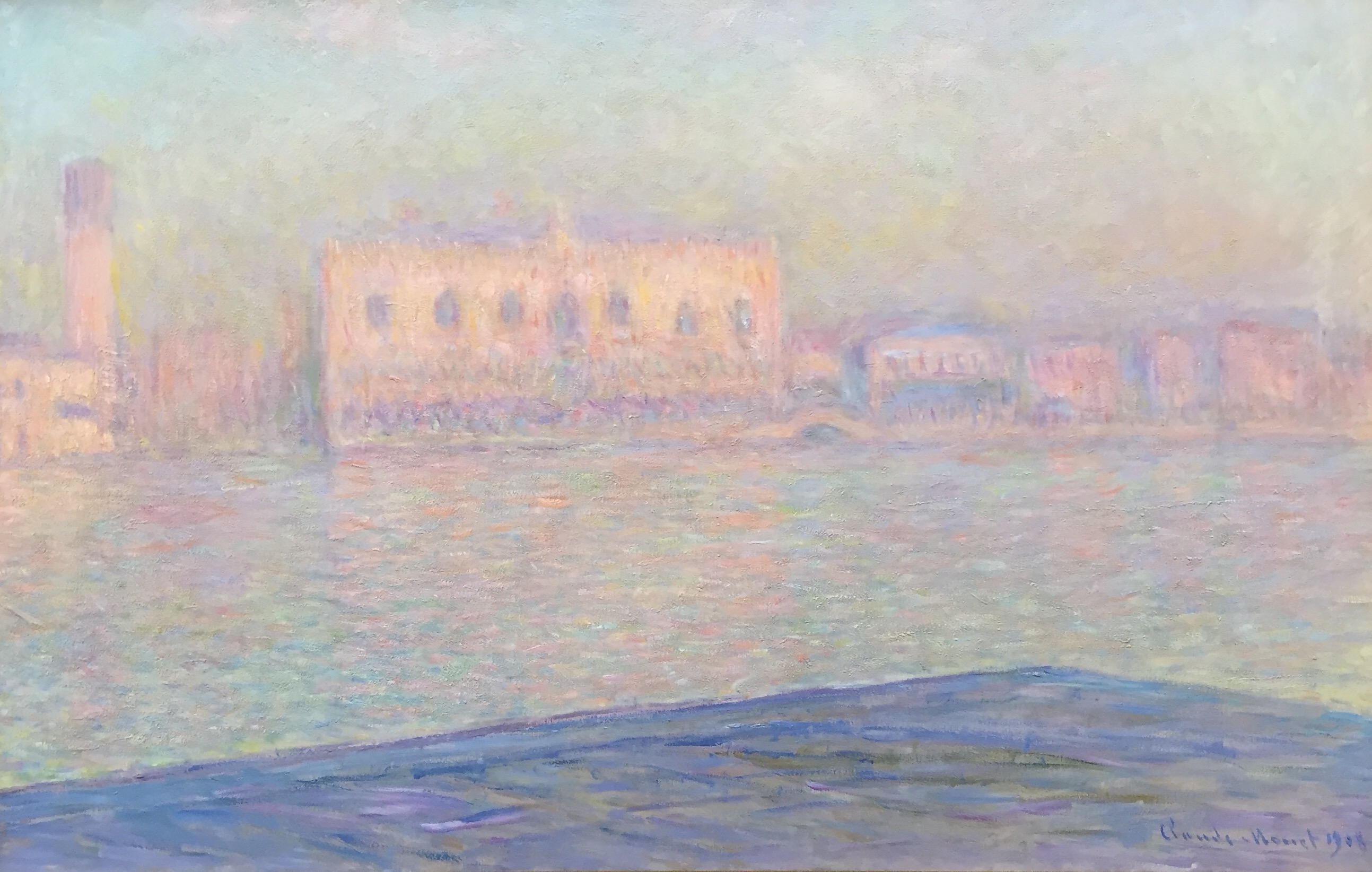
《从圣乔治马焦雷看到的总督宫》, 苏黎世美术馆, W1751
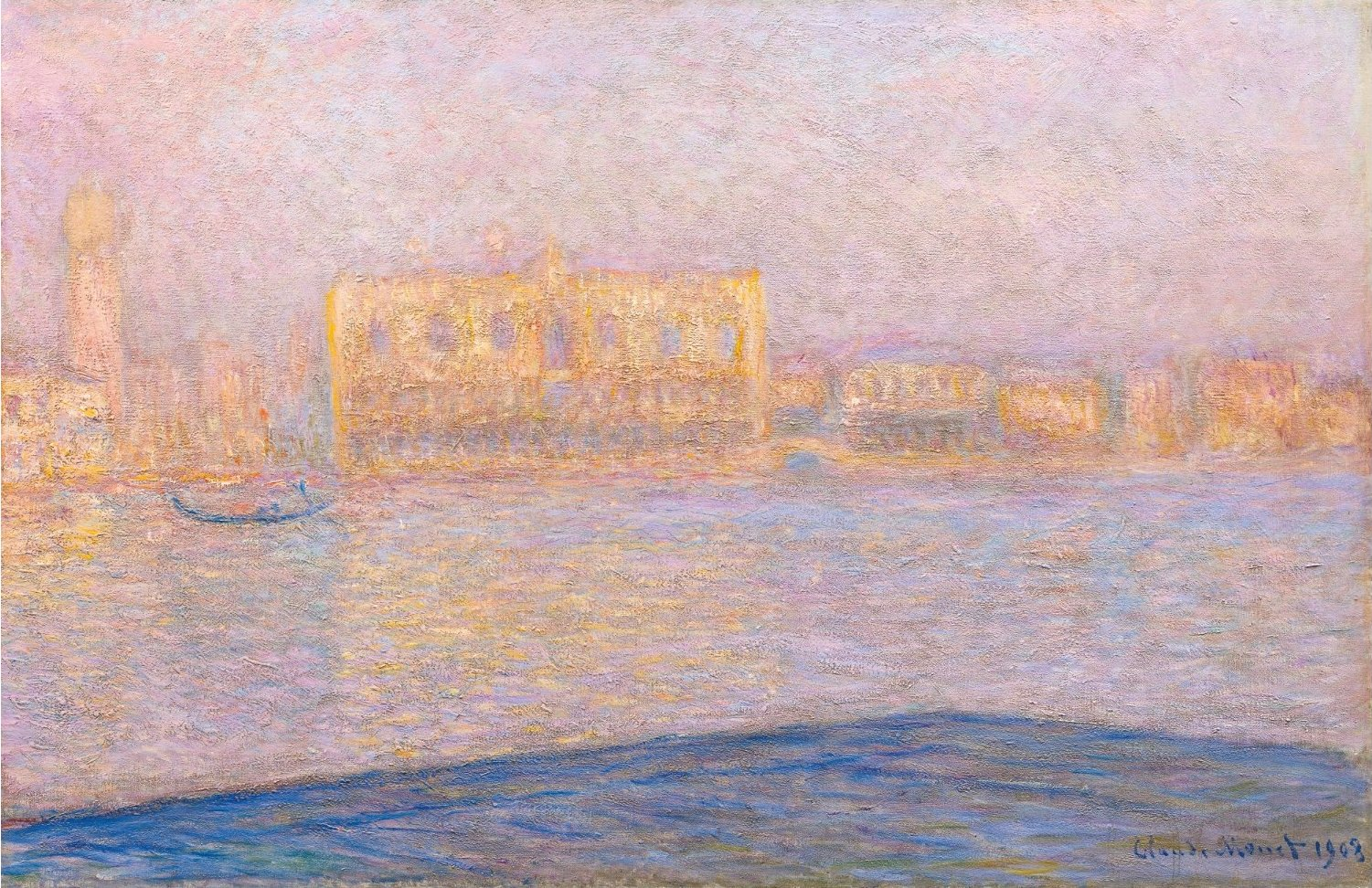
Le Palais Ducal vu de Saint-Georges Majeur, 苏富比拍卖行，W1752
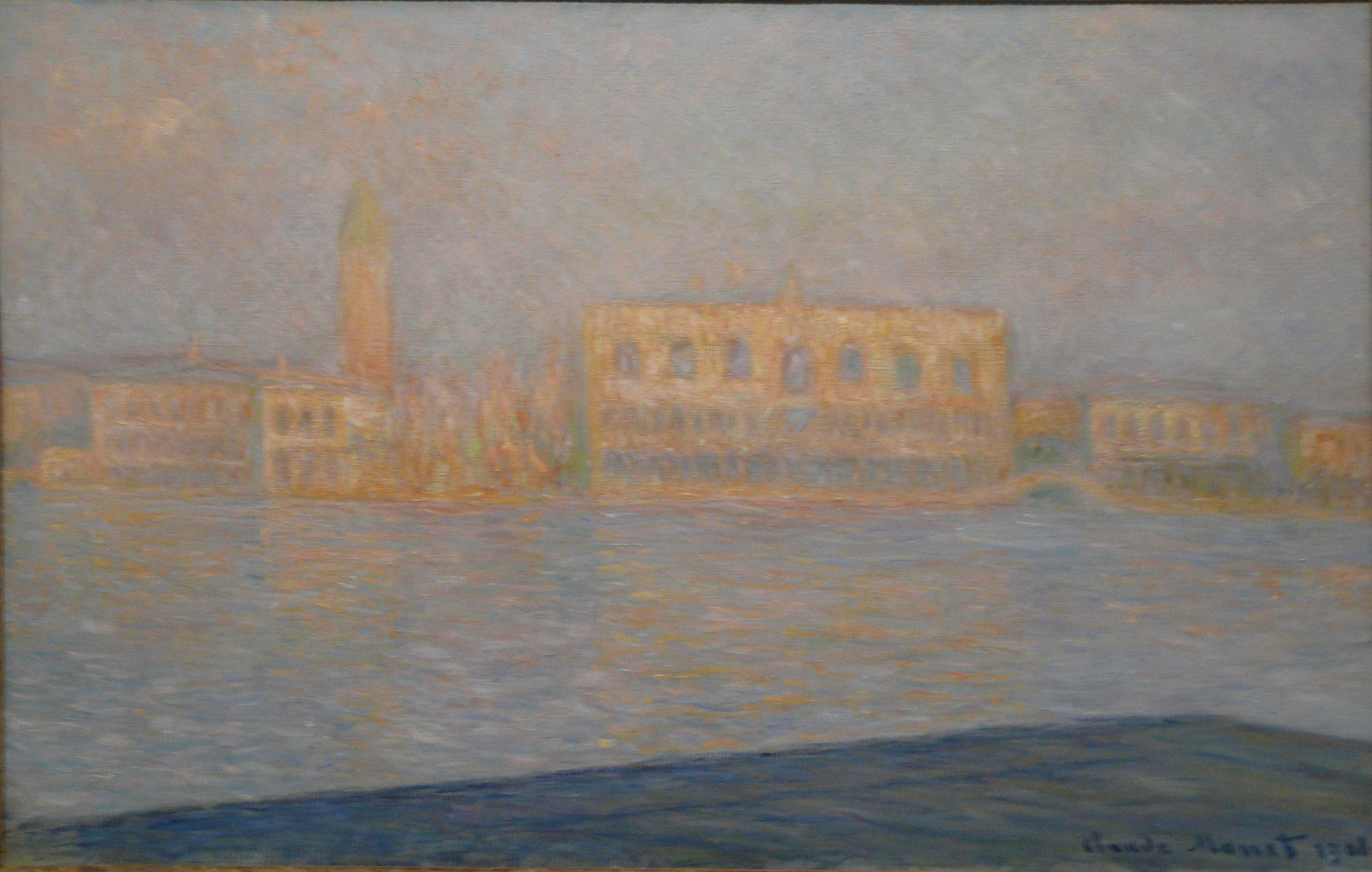
所羅門·古根漢美術館版本
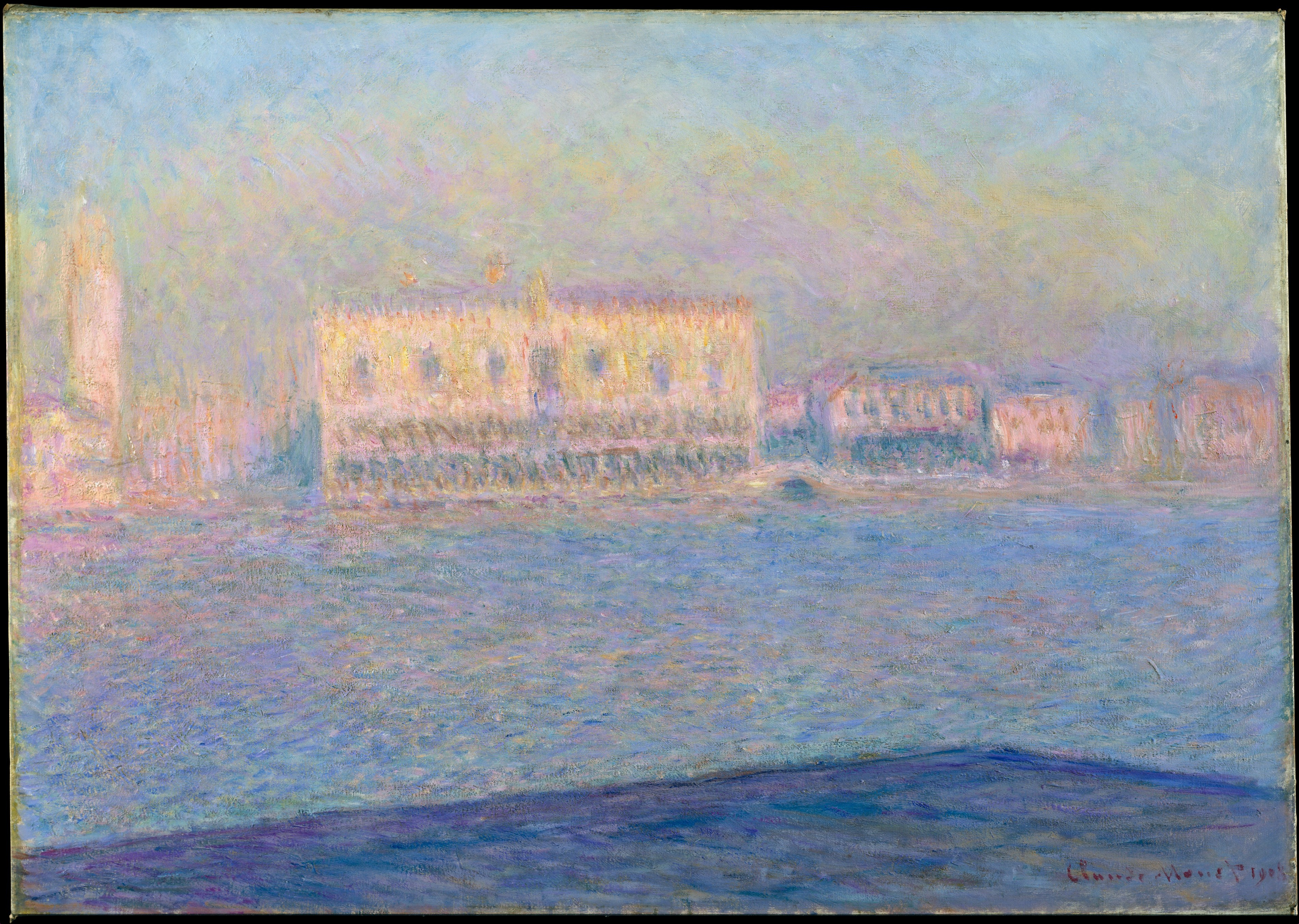
《从圣乔治马焦雷看到的总督宫》, 大都会艺术博物馆, W1755
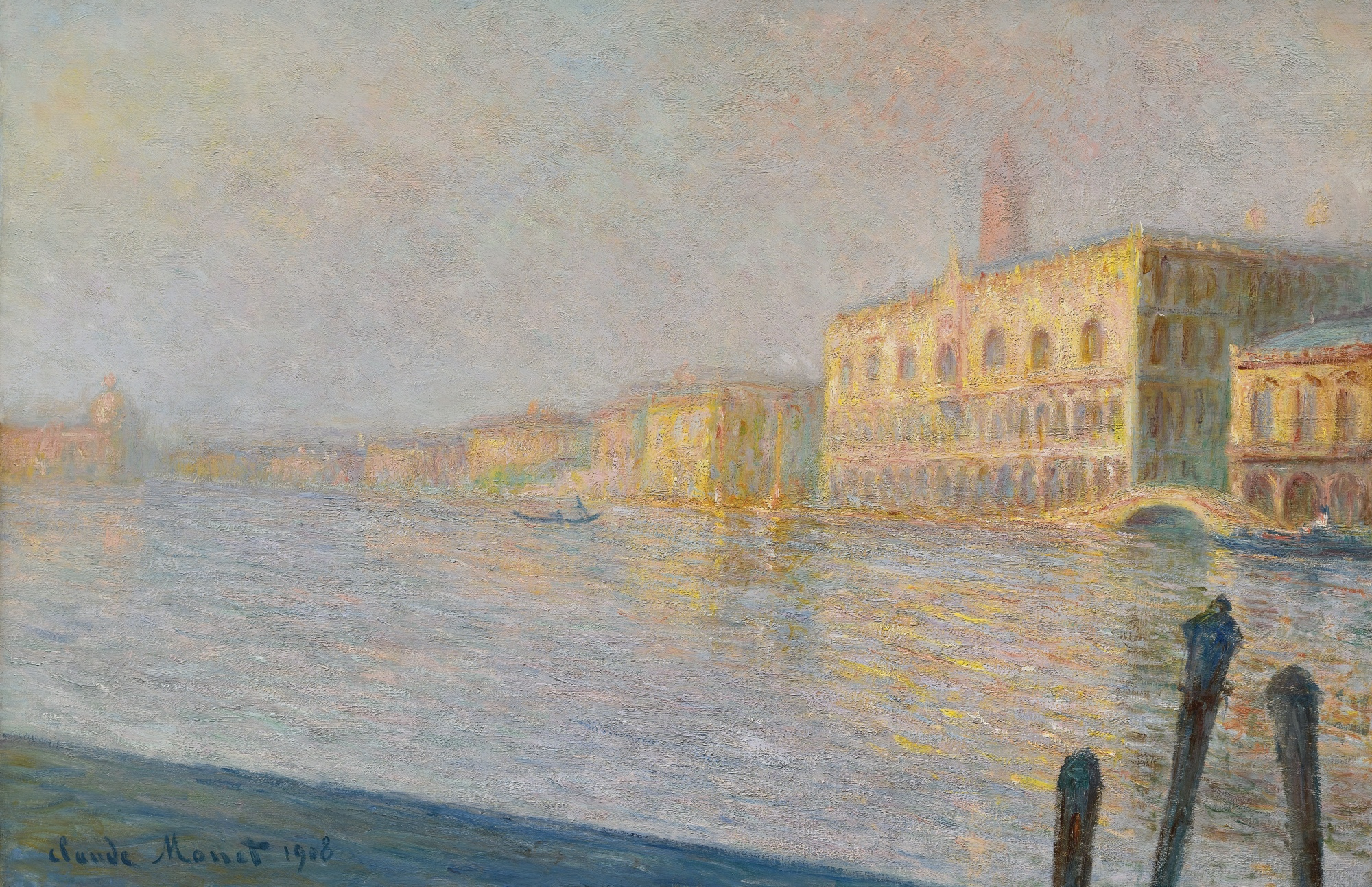
《总督宫》，私人收藏，苏富比拍卖行，2015, W1770